# Ismail I. (Schah)

Schah Ismail I., Begründer der Safawiden-Dynastie; Porträt aus Europa, 17. Jahrhundert

Ismail I. (persisch شاه اسماعیل [esmɔːˈiːl]; mit vollem Namen Schāh Ismā’il Abu’l-Mozaffar ibn Scheich Haydar ibn Scheich Dschunayd Safawī, aserbaidschanisch Şah İsmayıl; geboren am 17. Juli 1487 in Ardabil; gestorben am 23. Mai 1524 bei Täbris) war der Begründer der Safawiden-Dynastie Irans und somit Schah von Persien von 1501 bis 1524.

## Leben und Wirken
Ismail I. war Führer des aus Ardabil stammenden schiitischen Safawiyya-Ordens und ein Nachfahre des Gründers und Namensgebers des Ordens, Safi ad-Din Ardabilis.
Berichten zur ethnischen Herkunft Ismails sind turkmenische, kurdische, persische sowie weitere iranische Vorfahren zu entnehmen, sodass in der Literatur weitgehend von einer gemischten Herkunft ausgegangen wird. Auf den Ahnen der Safawiden Safi ad-Din Ardabili gehen mit persischen Kommentaren versehene Doppelverse in der mitteliranischen Sprache Tati zurück, welche vor der den Turksprachen zugerechneten aserbaidschanischen Sprache im iranischen Aserbaidschan verbreitet war.
Als Ismail ein Jahr alt war, verlor er seinen Vater Haydar Safawi. Seine Mutter Halime Begum war die Tochter des turkmenischen Führers der Aq Qoyunlu Uzun Hasan und der Königstochter aus dem Kaiserreich Trapezunt, Despina. Auch seine Großmutter war eine Aq Qoyunlu. Zwischen dieser Dynastie und Ismails Familie gab es eine Koalition, die aber zu Lebzeiten von Haydar zerbrach.
Ismail und seine Brüder Ali Mirza und Ibrahim wurden 1489 während der Unruhen um die Nachfolge der Aq Qoyunlu in der Festung Istachr in Fars eingesperrt. Ismail blieb dort viereinhalb Jahre. Danach floh Ismail nach Ardabil und von dort nach Gilan. Er hielt sich für fast fünf Jahre bis 1499 in Lāhidschān versteckt. Während dieser Zeit hielt er den Kontakt zu den turkmenischen Stämmen der Kizilbasch und zog 1499 gegen die Aq Qoyunlu. Er besiegte die Aq Qoyunlu unter ihrem Herrscher Alwand Bey in Scharur in Schirwan und rächte so den Tod seines Vaters und seines Großvaters.

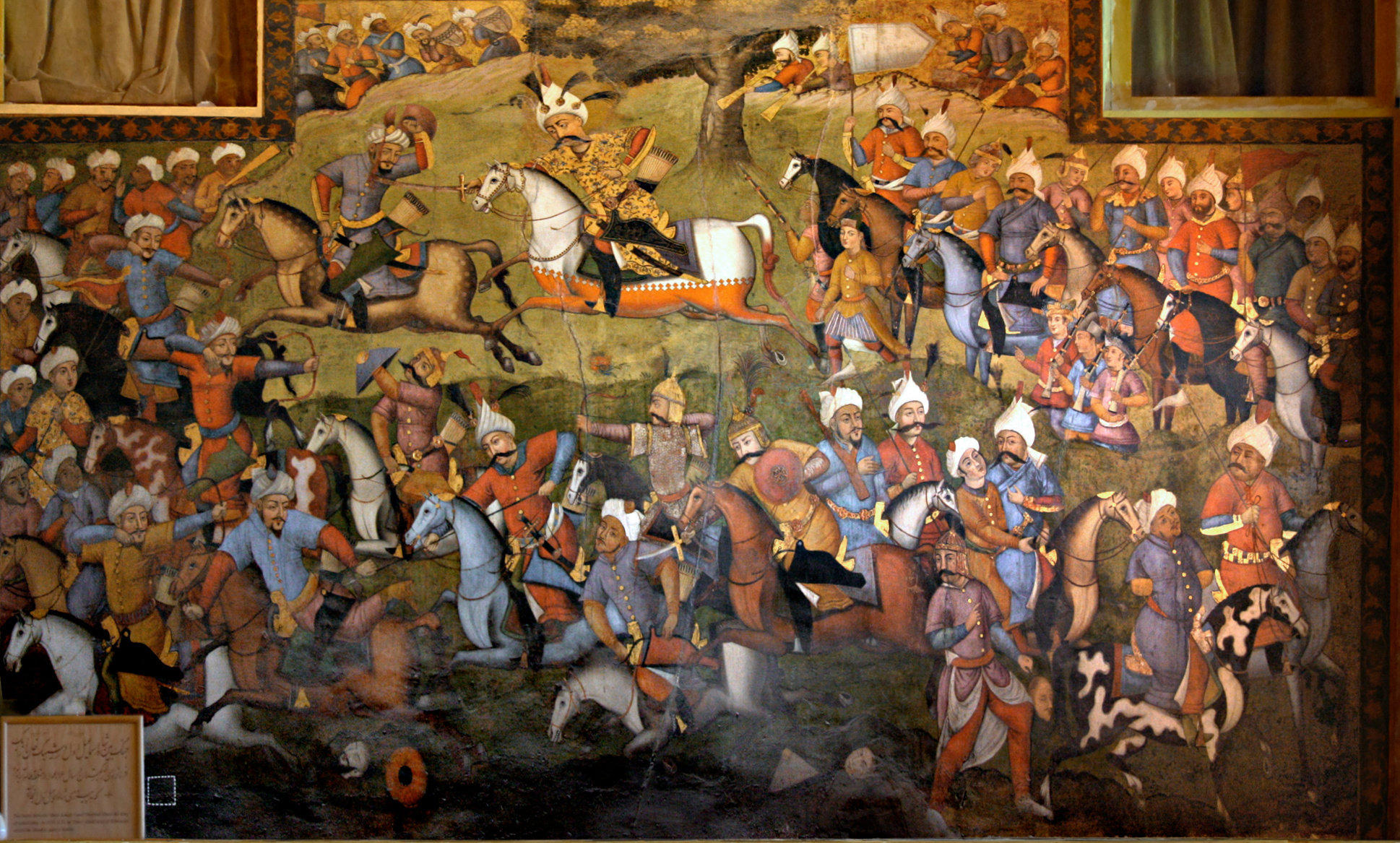
Fresko, das die Schlacht zwischen Ismail I. und den Usbeken unter Mohammed Scheibani zeigt. Tschehel-Sotun-Palast. Isfahan, Iran.

Ismail eroberte so Aserbaidschan und Täbris, das er 1501 zur Hauptstadt seines in der Entstehung befindlichen persischen Reichs machte. Mit seiner Krönung im Jahre 1501 erneuerte er den traditionellen Titel des Schâhinshâh-i Irân (König der Könige von Iran), welcher mit dem westlichen Begriff des Kaisers zu vergleichen ist. 1503 eroberte Ismail den Irak, 1508 Fars und 1510 Chorasan und Herat, wo er die Usbeken unter Mohammed Scheibani bei Merw besiegte. Nach der Niederlage in der Schlacht bei Tschaldiran 1514 gegen die Osmanen, die von Selim I. angeführt wurden und über eine überlegene Artillerie verfügten, verlor er 1516 den Nordirak und Ostanatolien, konnte dafür aber 1517 Georgien erobern. Daraufhin versuchte Ismail mit einigen europäischen Staaten eine Allianz gegen die Osmanen einzugehen. 1516 empfing er eine Gesandtschaft von König Ludwig II. aus Ungarn und später auch von Karl V. aus dem Heiligen Römischen Reich. In einem Brief an Karl V. wundert sich Ismail darüber, dass die Europäer sich untereinander bekriegten, anstatt sich gegen die Osmanen zu verbünden.
Die von ihm ausgehende Reichsbildung vollzog sich im Zeichen des schiitischen Islam. Ismail I. gründete die Safawiden-Dynastie, die bis zum Jahre 1722 Bestand hatte. Nach seinem Tod im Jahr 1524 brachen innere Wirren im Land aus, welche bis 1587 anhielten.
António Tenreiro, der 1524 als Mitglied einer Gesandtschaft vom portugiesischen Vizekönig von Indien an Schah Ismail geschickt wurde, beschreibt dessen pathologische Grausamkeit an Menschen und Tieren: So erfuhr er, dass dieser, nach der Eroberung von Isfahan, persönlich Gefangene mit dem Schwert erschlug, deren Hände und Füße man zusammengebunden hatte.
Er berichtet, dass er dort verbrannte Knochen- und Aschehaufen gesehen hat, die von einem Massaker herrühren, das an 5000 Menschen verübt wurde. Weiter beschreibt er, dass Schah Ismail Treibjagden veranstalten ließ, bei denen Tiere in Massen eingekesselt wurden, von denen er selbst wiederum so viele er konnte, eigenhändig tötete und die übrigen von seinen Soldaten, über mehrere Tage hin, abschlachten ließ.
Als er 1524 starb, wurde er im Familienmausoleum bei Ardabil begraben. Er hinterließ vier Söhne und fünf Töchter. Nachfolger wurde sein Sohn Tahmasp I.

## Dichtung
Schah Ismail I. dichtete unter dem Pseudonym Chatāʾī (arabisch خطائي „Der Fehlerhafte“) mystisch-religiöse Gedichte in Persisch und Türkisch (Aseri). Interessant sind vor allem seine provokativen Gedichte in Aseri, mit denen er gezielt turkmenische Nomaden anzuwerben versuchte – zu jener Zeit war Ismail I. erst 14 Jahre alt. Überliefert sind vor allem sein Diwan, der in der ersten handgeschriebenen Fassung von 1541 erhalten ist, und das „Dahnāme“, die „Zehn (Liebes-) Briefe“. Besondere, auch religiöse Bedeutung hat seine Poesie für die Aleviten der Türkei.